# Džejms Nejsmit
Džejms Nejsmit (engl. James Naismith), Kanađanin, rođen je 6. novembra 1861. godine u Almantu, kanadskoj državi Ontario, bio je lekar, hrišćanski kapelan, sportski trener i izumitelj košarkaške igre.
Po želji roditelja trebalo je da bude sveštenik, čak je studirao i završio teologiju, ali sfere njegovog interesovanja bile su široke i različite. Uporedo sa teologijom završio je i umetnost, a tokom studija intenzivno se bavio sportom, igrajući posebno uspešno američki fudbal. Prvo je uspešno igrao za ekipu engl. YMCA iz Montreala. Posle je prešao u američki gradić Springfild i igrajući fudbal završio i studije fizičkog vaspitanja. 1895. posvetio se karijeri univerzitetskog profesora. Od 1919. do 1937. bio je direktor Kanzas univerziteta.
Profesor Nejsmit za bolju fizičku pripremljenost svojih studenata, igrača fudbala, tokom zimskih meseci smislio je novu igru nazvanu basket ball. U originalnoj verziji bile su te dve reči, a bukvalni prevod bi bio korpa za loptu. Nejsmit je jednostavno podelio svoj fudbalski tim u dve grupe, na kraju sale postavio dve korpe na podu i rekao igračima da im je zadatak da jajoliku fudbalsku loptu ubace, kako znaju i umeju, u korpu. Košarkaški anali kažu da je igra u početku bila veoma gruba, pravila da gotovo da nisu postojala, koš je bilo lako zakloniti telom, ali je košarka još tada pokazala osobinu koju ni do danas, na sreću, nije promenila i kojoj umnogome duguje vitalnost, uspešnost i prosperitet. Shvativši da nešto ne valja, Nejsmit je rešio da podigne koševe, a sledeći vrlo praktični problem - penjanje po merdevinama za svako vađenje lopte, posle postignutog pogotka, rešeno je krajnje logično: isečeno je dno korpe i lopta je počela da propada.
Prema nekim izvorima, tabla za koju je pričvršćen obruč izmišljena je slučajno, kao brana od gledalaca koji su sa balkona ometali ulazak u korpu, nalazeći u tome svoju zabavu. Igrači su, međutim, odmah shvatili da je od table mnogo lakše postići koš i počela je nova era novog sporta, šut od table. Nova igra je zvanično demonstrirana gledaocima u decembru 1891. i zato se ova godina smatra za rođenje novog sporta – basketball (košarka).
Prva utakmica se odigrala 20. januara 1892. godine. Profesor Nejsmit je svojih 18 fudbalera podelio u dve grupe po devet i gledaocima demonstrirao novu igru. Ostalo je zabeleženo da je izvesni Vilijam R. Čejs (engl. William Chase) bio strelac prvog koša. Na univerzitetu 9. februara 1895. odigrana je prva utakmica između dva koledža: Minesota Stejt pobedila je Hemlajn sa 9:3. Godine 1897. organizovano je prvo prvenstvo SAD pod okriljem američke atletske unije i otad će početi svojatanje novog sporta o raznim manje ili više srodnim federacijama i organizacijama.
Džejms Nejsmit je umro 28. novembra 1939. godine.